# 지승준
지승준(1977년 6월 7일 ~)은 해태 타이거즈의 전 야구 선수다.

## 출신 학교
- 부천고등학교
- 경성대학교